# ارتفاع بالاتر از میانگین سرزمین
ارتفاع بالاتر از میانگین سرزمین (به انگلیسی: Height above average terrain)، یا (به‌طور معمول) ارتفاع مؤثر بالاتر از میانگین سرزمین، موقعیت عمودی یک جایگاه نصب آنتن در بالای چشم‌انداز پیرامون است. ارتفاع بالاتر از میانگین سرزمین به‌طور گسترده در رادیو و تلویزیون اف‌ام مورد استفاده قرار می‌گیرد، زیرا از توان تابشی مؤثر در تعیین محدوده پخش (به ویژه VHF و UHF) مهم‌تر است، زیرا آنها از طریق خط دید هستند. برای هماهنگی بین‌المللی، حتی توسط کمیسیون فدرال ارتباطات در ایالات متحده، به‌طور رسمی بر حسب متر اندازه‌گیری می‌شود، زیرا کانادا و مکزیک دارای مناطق مرزی گسترده‌ای هستند که ایستگاه‌ها را می‌توان در دو طرف مرزهای بین‌المللی دریافت کرد. ایستگاه‌هایی که می‌خواهند بالاتر از ارتفاع معینی از میانگین سرزمین افزایش یابند، باید بر اساس حداکثر مسافتی که رده ایستگاه آنها مجاز به پوشش آن است، توان خود را کاهش دهند (برای اطلاعات بیشتر در این باره به فهرست رده‌های ایستگاه پخش آمریکای شمالی مراجعه کنید).